# Фиолетовоголовый клаис
Фиолетовоголовый клаис (лат. Klais guimeti) — птица семейства колибри, выделяемая в монотипный род Колибри-клаисы.

## Места обитания
Фиолетовоголовые клаисы обитают в Бразилии, Боливии, Колумбии, Коста-Рики и др. латиноамериканских странах. Природными местами обитания являются субтропические и тропические леса.

## Описание вида
Длина в среднем 8.1 см, вес — около 3 грамм. Оперение спины и головы блестящее, в зависимости от угла просмотра птица может показаться и фиолетовой, и синей. Рядом с глазами белые пятна, что особенно выделяется на фоне тёмного оперения. Цвет живота выцветшего зелёного цвета. Хвост синий. Самки чуть бледнее самцов, также область шеи у самок серая, а не синяя, как у самцов.
Питаются нектаром, иногда — мелкими насекомыми.

## Природоохранный статус
В связи с большим ареалом вид вызывает наименьшие опасения в плане опасности исчезновения. Однако вид стал уязвим в Коста-Рике из-за развития сельского хозяйства и ростом городов вырубаются леса, в которых живут эти птицы.